# Шабестар (шагрестан)
Шагрестан Шабестар (перс. شهرستان شبستر) — шагрестан в остані Східний Азербайджан в Ірані. Столиця — Шабестар.

## Адміністративний поділ
Поділяється на три райони: центральний район, Тасудж, Суф'ян. Має дев'ять міст: Шабестар, Хамене, Шарафхене, Шендебед, Сіс, Вайкван, Суф'ян, Тасудж і Кузех Кенен.

## Населення
За даними перепису 2016 року, населення становило 135 421 особа у 43 982 сім'ях. 